# Théophane III de Jérusalem
Théophane III (en grec : Θεοφάνης Γ΄) fut patriarche orthodoxe de Jérusalem de 1608 à 1644.